# Kettősverseny (Brahms)
A Kettősverseny hegedűre és gordonkára Johannes Brahms a-mollban írt, op. 102-es versenyműve. Ez volt a szerző utolsó zenekari darabja. A darabot Joachim József hegedűművész megbékítésére írta, a bemutatója 1887-ben volt Kölnben.

## A mű születése
Brahms és Joachim József, a világhírű hegedűművész egészen fiatal korukban találkoztak (Brahms 20, Joachim 22 éves volt). Évtizedekig remek kapcsolatban, jó barátságban voltak. Amikor azonban az 1880-as évek elején megromlott Joachim házassága és el is váltak, Brahms a feleség, Amalie pártjára állt, és úgy tűnt, hogy ez a barátság végét is jelenti. Mindkettőjüket bántotta a dolog, és végül Brahms úgy döntött, hogy ír egy darabot, amivel – reményei szerint – vissza tudja állítani megszakadt barátságukat. Brahms ekkor már készült írni egy újabb szimfóniát (a negyedikkel 1884-ben készült el), ehhez konkrét dallamtervekkel rendelkezett, az említett okok miatt azonban mégis egy versenymű mellett döntött.
A kettősversennyel 1887 nyárvégére készült el, amit először Clara Schumannak, Robert Schumann özvegyének (aki Brahms plátói és reménytelen szerelme volt) mutatott be először Baden-Badenben. „Az a mulatságos ötletem támadt, hogy versenyművet írjak hegedűre és csellóra” – írta neki. Augusztusban Brahms Robert Hausmann gordonkaművész (neki szánta a cselló szólamot) társaságában odautazott, és zongora–cselló változatban eljátszották. Clarának elsőre nem tetszett, mert Brahms annyira izgatott volt, hogy a játéka élvezhetetlen volt, Clara csak káoszt hallott. Másnap megérkezett Joachim József is, aki szívesen fogadta a békülési szándékot és a kettősverseny ötletét. Brahms már korábban elküldte neki a kottát, és Joachim rendkívül kedvezően nyilatkozott róla, csak pár lényegtelen módosítást javasolt. Vele is eljátszották Clarának a darabot, aki ekkor már kedvezőbben fogadta, a két zenész barátsága pedig helyreállt.
A bemutató időpontjának Brahms barátja, Franz Wüllner keresett helyet és időpontot. Eszerint a bemutató időpontjául 1887. október 18-át jelölték meg, helyszínének pedig Kölnt. Joachimnak – egyéb elfoglaltságai miatt – nem volt nagyon alkalmas ez az időpont (oktatási kötelezettségei voltak), de úgy intézte, hogy meg tudjon jelenni. A bemutatón Joachim és Hausmann vitték a két szólamot, a zenekart pedig Brahms vezényelte. A fogadtatás hűvös volt, emiatt az addig lelkes Brahms feladta azt a tervét, hogy egy újabb hegedű-cselló kettősversenyt írjon.

## A zene
A mű nagyszabású zenekari apparátust alkalmaz, ez is a szimfónia tervből maradt, ugyanakkor azonban lehetőséget ad a koncertáló hangszerek szinte kamarazenei kíséretéhez is. A gordonka Brahms hangját, a hegedű természetesen Joachimot jelképezi. A versenymű folyamán a két hangszer mintegy beszélget egymással, általában a gordonka kezdi, kérdez vagy közöl, a hegedű pedig válaszol. Előfordul, hogy egyszerre, ugyanazt a dallamot játsszák, mintegy együtt énekelnek, a két régi barát újbóli találkozásának örömét kifejezve. Brahms az első tételben felidézi Viotti hegedűversenyének egy témáját is, apró figyelmességként a darabot kedvelő Joachim számára. A darab a versenyműveknél megszokottan háromtételes.

### 1. tétel: Allegro
Ez a darab leghosszabb tétele, mintegy 17 perces. A versenymű lendületes zenekari résszel kezdődik, amit hamar a gordonka szóló kadenciája vált fel. Piciny zenekari átvezetés után erre válaszol a hegedű hasonló kadenciával, majd a két hangszer gyönyörű kamarazenei hatást keltve páros játékot mutat be. A zenekar következik ismét a bevezetőben bemutatott főtémával, majd a már megismert sorrendben a két szólóhangszer. Ez a váltakozás vezet végig a tételen, miközben a szimfonikus zenekar mintha kamarazenekarrá változna, a gordonka és a hegedű mintegy „átveszik a hatalmat”. A tétel végére a zenekar ismét nagyzenekarként működve csatlakozik hozzájuk, és közösen zárják a tételt.

### 2. tétel Andante
A lassú tételt egy rövidke fúvós rész vezeti be, hogy aztán a két szólóhangszer elbűvölő dallammal vegye át a főszerepet: gyakorlatilag az egész tétel folyamán ugyanazt a dallamot játsszák, csak rövid időre válnak el a középrészben, de csak azért, hogy egymásra találva ismét „együtt daloljanak” és a zenekarral együtt, lírai hangulatban fejezzék be a tételt.

### 3. tétel Vivace non troppo
A tételt a gordonka indítja, egy sajátosan lüktető, amolyan táncos ritmusú dallammal, ami amit rövidesen átvesz a hegedű is. A zenekar következik ugyanazzal a lüktető dallamformával. Ezután következik – ismét a gordonka bevezetőjével – a második téma, Brahms finale dallamainak gyöngyszeme, amit aztán a hegedű visz tovább. Itt a zenekar már aktívabb közreműködő, a gordonkánál alig volt észlelhető. A főtéma következik újra, hasonló „szereposztásban”, s mintha kamarazenét hallgatnánk. Megint halljuk a második témát, végül a zenekarral kiegészülve, a lüktető dallamot kibontva, üstdobütésekkel hangsúlyozva fejeződik be a Kettősverseny.
A darab előadása általában 31–35 percet vesz igénybe.

## Hallgassuk meg…
…Brahms Kettősversenyét!

1. tétel

2. tétel

3. tétel